# Fissidens geminiflorus
Fissidens geminiflorus är en bladmossart som beskrevs av Frans François Dozy och Molkenboer 1854. Fissidens geminiflorus ingår i släktet fickmossor, och familjen Fissidentaceae. Inga underarter finns listade i Catalogue of Life.